# Hélder Costa
Hélder Costa (Grândola, 6 de janeiro de 1939) é um encenador, actor e dramaturgo português, autor de peças teatrais.
Estudante de Direito na Faculdade de Direito de Lisboa e na Faculdade de Direito de Coimbra, integrou o CITAC, em Coimbra, e presidiu ao Cénico de Direito, em Lisboa — sendo desse período as duas menções honrosas que este grupo de teatro obteve no Festival Mundial de Teatro Universitário de Nancy, em 1966 e em 1967. 
Exilado em Paris, frequentou o Institut d'Études Théatrales da Universidade de Sorbonne e foi fundador do Teatro Operário de Paris (1970).
Após o 25 de Abril de 1974, regressou a Portugal e foi um dos membros fundadores do grupo A Barraca, onde é encenador e diretor artístico. A companhia obteve o prémio UNESCO, em 1992, dirigiu vários espectáculos em Espanha, Brasil, Dinamarca e Moçambique. Dirigiu acções pedagógicas e participou em congressos e festivais em França, Alemanha, Suíça, Argentina, Cabo Verde, México, Colômbia, Venezuela, EUA, URSS, Chile e Itália.
Uma das suas últimas peças O Príncipe de Spandau, com estreia mundial em Viena de Áustria, foi montada na Dinamarca, na Bolívia e em Londres. Teve leituras-espectáculo em Madrid, Paris, Bruxelas, Roménia e Lisboa.
Além dos seus textos, tem encenado peças de autores como Gil Vicente, Ribeiro Chiado, Dario Fo, Brecht, Mrozeck, Ettore Scola, Fassbinder, Woody Allen, Lope de Vega, Ionesco ou Molière.
Hélder Costa foi galardoado com vários prémios nacionais e internacionais, entre os quais se destacam o Grande Prémio de Teatro da RTP, Damião de Góis; Associação de Críticos; Casa da Imprensa; Prémio da Associação de Actores e Directores da Catalunha e obteve ainda o primeiro prémio do 1.º Festival Internacional da Ciudad de México com a peça Dancing.
Pertence ao corpo pedagógico da Escuela Internacional de Teatro de América Latina y Caribe.
O seu nome encontra-se na lista de colaboradores da publicação académica Quadrante  (1958-1962) publicada pela Associação Académica da Faculdade de Direito de Lisboa e também na revista Arte Opinião  (1978-1982).
Trabalhou também na televisão, sendo o criador e argumentista da série Ideias com História (1993-1994), exibida na RTP2, em que Carlos Cruz moderava debates todas as semanas com três figuras históricas.